# Montes de Daïa
Los montes de Daïa o montes de Dhaya son un cadena monañosa de Argelia ubicada en el oeste del país y que constituye una parte de Atlas teliano.

## Geografía
Los montes de Daïa están ubicados en el Oranesado interior, entre Saïda y Telagh, y constituyen un reliefve accidentado y boscoso  de encinas y de pinos de Alepo, al borde de las Altas mesetas de Argelia al sur.
Los montes forman parte de Atlas teliano y se ubican entre los montes de  Tremecén y los montes de Saïda. Corresponden en su gran mayoría al macizo forestal de Telagh y están orientados sur-oeste/noreste. Las altitudes varían entre 1300 y 1400 metros.